# 王敬 (明朝宦官)
王敬（？年—？年），明朝弘治时期的司设监太监。

## 生平
弘治年间，担任司设监太监。弘治三年（1490年），出任两广镇守太监。弘治十七年（1504年），调回北京。同年，他与无赖王臣以采药为名，带上二、三十个流氓在江浙一带横行，沿途勒索官民金银，攫取财物。